# 津島線
津島線（日语：／ Tsushima sen */?）是一條位於日本愛知縣的鐵路路線，由名古屋鐵道擁有及營運。

## 路線資料
- 路線距離（營業距離）：11.8公里
- 軌距：1067毫米
- 站數：8個（包括起終點站）
- 複線路段：全線
- 電氣化路段：全線電氣化（直流1500V）
- 閉塞方式：自動閉塞式
- 認可最高速度：105公里/小時（普通90公里/小時）
- 最小曲線半徑：200公尺（須口站構內。只限上行3號月台進入箇所160公尺）

## 歷史
在名古屋以西（尾張國西部）地區鋪設鐵路的計劃始見於1889年6月的「尾勢電氣鐵道」。然而，由於當時的電氣化鐵路技術未成熟，該計劃未曾付諸實行:8。其後通車的都是傳統蒸汽火車路線，包括後來被收歸國有的關西鐵道，以及現為名鐵尾西線的尾西鐵道:10。
二十世紀初，電氣化鐵路技術取得突破，鐵路公司亦如雨後春筍般出現。1906年，三所分別名為「尾張電氣鐵道」、「津島電氣鐵道」以及「名古屋電氣鐵道」（下稱「名電」）的公司分別發表名古屋至津島鐵路計劃書:90。其中名電的津島線與一宮線和犬山線合稱「郡部線」，涵蓋名古屋西、北兩面的市郊地區。在該計劃中，津島線從一宮線枇杷島橋站附近的分岔（即今枇杷島分歧點）起始，沿古道「津島街道」連接津島:92。
1907年12月，名電的三線計劃獲得批准:52。津島線的測量工作於1910年展開:93，次年12月正式動工，1914年1月通車:56。當時所有「郡部線」電車皆經名古屋市內電車軌道往返柳橋站，因此津島線甫通車已提供直達名古屋市中心的服務:56。
津島線對尾西鐵道的生意構成重大影響。尾西鐵道嘗試興建連接名古屋市的「中村線」對抗名古屋電鐵，然而未能成功。1925年，名古屋電氣鐵道收購了尾西鐵道:44，後者原有路段成為名古屋電鐵的尾西線。1931年，津島線西端與尾西線整合，由一座新的津島站取代之前的津島線「新津島站」及尾西線「津島站」。
1941年，新的名古屋鐵道東西聯絡線啟用，須口站以東的津島線劃歸「名岐線」（即今名古屋本線）:743-744。
1959年9月吹襲日本的伊勢灣颱風令津島線多處遭受水浸，需要停駛。經過約兩個月的維修，該線逐步重開，期間一度設置津島口臨時站服務來往津島站的乘客。此外，津島線亦曾於1961年、1976年:83及2000年:73-74因豪雨或颱風使基建受損而需要暫停服務。
津島線原有貨運列車行走，但於1964年7月1日起終止。津島站及車站附近鐵路於1968年高架化，至2002年高架路段東延至勝幡站。

## 服務概況
津島線的常規服務為每小時4班列車。於平日早上8時前後、平日晚間，以及週末及假日的日間，每小時加開2至3班列車。大部份津島線列車直通名古屋本線及/或尾西線。西行列車多以佐屋或彌富站為終點，東行列車則主要以須口、吉良吉田或豐明站為終點。
另外，平日晚間有數班由知多新線內海站開出的特急列車經津島線前往佐屋站。

## 車站列表
- 所有車站都位於愛知縣。
- 停靠站以2008年12月27日為準。
- 普通列車各站停車（表中省略）。

範例
●：標準停靠站 ▼：標準停靠站（只限下行列車設定） ｜：所有列車通過
| 車站編號                               | 中文站名 | 中文站名 | 中文站名 | 站間距離 | 營業距離 | 準急 | 急行 | 特急 | 接續路線                | 所在地 |
| -------------------------------------- | -------- | -------- | -------- | -------- | -------- | ---- | ---- | ---- | ----------------------- | ------ |
| NH42                                   | 須口     |          |          | -        | 0.0      | ●    | ●    | ▼    | 名古屋鐵道： 名古屋本線 | 清須市 |
| TB01                                   | 甚目寺   |          |          | 2.0      | 2.0      | ●    | ●    | ▼    |                         | 海部市 |
| TB02                                   | 七寶     |          |          | 1.7      | 3.7      | ｜   | ｜   | ｜   |                         | 海部市 |
| TB03                                   | 木田     |          |          | 1.7      | 5.4      | ●    | ●    | ▼    |                         | 海部市 |
| TB04                                   | 青塚     |          |          | 1.9      | 7.3      | ｜   | ｜   | ｜   |                         | 津島市 |
| TB05                                   | 勝幡     |          |          | 1.7      | 9.0      | ●    | ●    | ▼    |                         | 愛西市 |
| TB06                                   | 藤浪     |          |          | 1.2      | 10.2     | ｜   | ｜   | ｜   |                         | 愛西市 |
| TB07                                   | 津島     |          |          | 1.6      | 11.8     | ●    | ●    | ▼    | 名古屋鐵道： 尾西線     | 津島市 |
| 大半列車直通運行至尾西線佐屋站或彌富站 |          |          |          |          |          |      |      |      |                         |        |

### 名鐵官網資訊
1. 1 2 3  . 名鉄資料館. 2014-??-??  [2017-05-01]. （原始内容存档于2020-08-04）.
2. 1 2  . 名鉄資料館. 2014-??-??  [2017-04-19]. （原始内容存档于2020-12-07）.
3. 1 2  . 名鉄資料館. 2014-??-??  [2017-05-01]. （原始内容存档于2015-01-04）.
4. ↑  . 駅時刻表.   [2017-04-19]. （原始内容存档于2021-05-17）.
5. ↑  .   [2017-04-19]. （原始内容存档于2016-09-29）.

### 其他參考文獻
1. 1 2  井戶田弘. . 2008.
2. 1 2 3  井戶田弘. . 2006.
3. 1 2 3  名古屋鐵道株式會社社史編纂委員會. . 1961.
4. ↑  . 官報. 大藏省印刷局. 1910  [2017-05-01]. （原始内容存档于2020-08-07）.
5. ↑  中川浩一. . 鉄道ピクトリアル (鉄道図書刊行会). 1971-01, (246). ISSN 0040-4047.
6. ↑  名古屋鐵道廣報宣傳部. . 名古屋鐵道. 1994.
7. ↑  廣井脩、市澤成介、村中明等.  (PDF).   [2017-04-24]. ISSN 0918-8681. （原始内容 (pdf)存档于2015-06-30）.
8. ↑  名鐵120年史編纂委員會事務局. . 2014.

## 外部連結
- 津島線 （页面存档备份，存于）